# Mariano Cañardo
Mariano Cañardo Lacasta (Olite, 5 mei 1906 – Eibar, 20 juni 1987) was een Spaans wielrenner.

## Belangrijkste overwinningen
1926
- Eindklassement Ronde van Cantabrië

1928
- Eindklassement Ronde van Catalonië

1929
- Eindklassement Ronde van Catalonië

1930
- Circuito de Getxo
- Spaans kampioenschap op de weg, Elite
- Eindklassement Ronde van Valencia
- Eindklassement Ronde van Catalonië
- 4e etappe Ronde van het Baskenland
- Eindklassement Ronde van het Baskenland

1931
- Spaans kampioenschap op de weg, Elite

1932
- Eindklassement Ronde van Catalonië
- Trofeo Masferrer

1933
- Spaans kampioenschap op de weg, Elite
- Trofeo Masferrer

1934
- 3e etappe Ronde van Catalonië

1935
- 5e etappe Ronde van Spanje
- 3e, 4e en 9e etappe Ronde van Catalonië
- Eindklassement Ronde van Catalonië

1936
- Spaans kampioenschap op de weg, Elite
- 7e en 15e etappe Ronde van Spanje
- Eindklassement Ronde van Catalonië

1937
- 14e etappe deel B Ronde van Frankrijk
- Eindklassement Ronde van Marokko

1938
- 6e en 9e etappe Ronde van Marokko
- Eindklassement Ronde van Marokko

1939
- 2e, 3e, 6e en 7e etappe Circuito del Norte
- Eindklassement Circuito del Norte
- Eindklassement Ronde van Catalonië
- 4e etappe Ronde van Álava
- 4e etappe Madrid-Lissabon
- Eindklassement Madrid-Lissabon

1940
- Clásica a los Puertos de Guadarrama

## Resultaten in voornaamste wedstrijden
| \| Jaar \| Ronde van Italië \| Ronde van Frankrijk \| Ronde van Spanje \| \| 1931 \| opgave \| \| \| \| 1932 \| \| \| \| \| 1933 \| opgave \| \| \| \| 1934 \| \| 9e \| \| \| 1935 \| \| opgave \| ↑ (1) \| \| 1936 \| \| 6e \| 10e (2) \| \| 1937 \| \| 30e (1) \| \| \| 1938 \| \| 16e \| \|(*) tussen haakjes aantal individuele etappe-overwinningen |                  |                     |                  |
| Jaar | Ronde van Italië | Ronde van Frankrijk | Ronde van Spanje |
| 1931 | opgave           |                     |                  |
| 1932 |                  |                     |                  |
| 1933 | opgave           |                     |                  |
| 1934 |                  | 9e                  |                  |
| 1935 |                  | opgave              | ↑ (1)            |
| 1936 |                  | 6e                  | 10e (2)          |
| 1937 |                  | 30e (1)             |                  |
| 1938 |                  | 16e                 |                  |